# 上海中學數學
上海中學數學是中華人民共和國一份數學教育刊物，由上海市教育委員會主管，上海師範大學主辦，創刊於1979年。2005年第一期起成為單月刊。